# Relaciones Colombia-India
Las Relaciones Diplomáticas entre India y Colombia se establecieron en enero de 1959 y la Embajada de Colombia en Nueva Delhi se abrió en 1972.
En 2008, el Embajador de Colombia Juan Alfredo Pinto Saavedra, empresario, escritor, catedrático y líder político de amplia trayectoria, acuaba también como representante del Gobierno colombiano ante Bangladesh, Indonesia, Irán, Nepal y Sri Lanka.
Las Relaciones Bilaterales India-Colombia viven un periodo de grandes realizaciones. El comercio conjunto se aproxima a los 600 millones de dólares, las inversiones indias crecen en Colombia y próximamente se suscribirá un Tratado bilateral para la Promoción y Protección de Inversiones. Conforme a lo que denominan “Diplomacia Gerencial”, el actual Embajador y su misión diplomática han propiciado la suscripción de 5 acuerdos entre federaciones empresariales entre ambos países, así como la firma de Memorandos de Cooperación entre Universidades indias y colombianas. Este año se llevará a cabo la Semana Cultural de Colombia en India, que incluye Conciertos, Festivales de Cine, Encuentros de Escritores y Exposiciones de Arte.
Las relaciones económicas entre Colombia y la India se han dinamizado en el transcurso del presente año gracias al fortalecimiento de los lazos comerciales por medio de las visitas recíprocas organizadas por el equipo de la Embajada de Colombia en Nueva Delhi, quienes se han mostrado verdaderamente comprometidos en actividades para propiciar el desarrollo de una relación activa entre ambos países.
La última visita del ministro colombiano de Comercio, Industria y Turismo marcó logros relevantes en las relaciones económicas entre ambos países, en la consolidación de importantes acuerdos intergremiales, así como estableciendo conversaciones con los ministros más importantes del Estado indio. Del mismo modo se organizaron tres seminarios para discutir temas como la inversión, las finanzas y negocios bilaterales, con la participación de más de 300 personas, permitiendo contactos con más de 180 empresas privadas indias, interesadas en el mercado colombiano.
Existe un inmenso potencial en las relaciones económicas y comerciales bilaterales que perfilan a Colombia como uno de los socios financieros más importantes de India en América Latina. Colombia ofrece un entorno económico estable para los inversores extranjeros, así como es líder en reformas para facilitar los negocios, razones por las cuales las más grandes empresas del mundo han mostrado interés en Colombia en los últimos años como un destino de inversión confiable y seguro.
El principal objetivo en este ámbito concreto es el Tratado Bilateral de Promoción y Protección Recíproca de Inversiones, cuyas negociaciones se encuentran en curso.

## Relaciones Culturales de India hacia Colombia
El Consejo Indio para las Relaciones Culturales ha patrocinado regularmente las presentaciones de grupos de danza y de música en Bogotá, Cali, Medellín, Cartagena y Barranquilla.  La Universidad Manuela Beltrán en Bogotá organizó un evento denominado “Celebraciones del Día de la India” en el 2006.  La Embajada también ha venido organizando Festivales de Cine, Exhibiciones de Fotografía, Festivales Gastronómicos y obras de Teatro de grupos culturales de la India en Colombia y en el Ecuador. En 2007, 2008 y 2009 se realizó el Festival de la India, celebración gastronómica y cultural, en Cartagena, Bogotá y Medellín.
La prensa escrita y electrónica de Colombia ha publicado temas/documentales y programas sobre la India.
Hay centros de Sai Baba en Colombia y una serie de grupos espirituales tales como ISKCON ((movimiento Hare Krishna), Brahma Kumaris, Babaji Kripal Singh, Sociedad Teológica, etc.  También hay un buen número de instituciones de yoga, tales como Sahaja Yoga https://sahajayogacol.org/, la Academia de Yoga Satyananda de Munger (Bihar). Las Misioneras de la Caridad tienen centros en varias ciudades de Colombia incluyendo a Bogotá.  La medicina india ayurveda se está volviendo muy popular en Colombia y algunas instituciones culturales en este país están promocionando su estudio entre los sectores interesados de la población nacional.

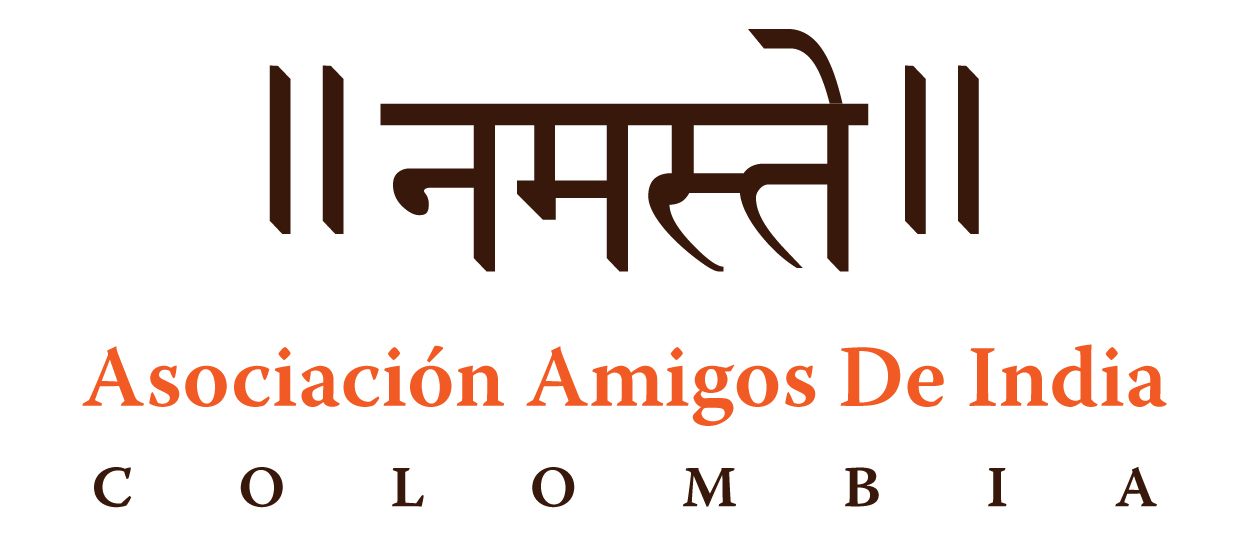
Logo de la Asociación Amigos de India-Colombia

Desde el año 2009 las actividades académicas y culturales entre ambos países han venido en aumento. Esto motivó la creación de la Asociación de Amigos de India-Colombia, que fue lanzada al público el 4 de septiembre de 2009 ante más de 220 personas, y que posteriormente fue lanzada formalmente en la Embajada de la India en Bogotá el 14 de enero de 2010.  El 18 de enero de 2010,Asociación de Amigos de India-Colombia, durante la visita en aquel momento del Ministro para Asuntos Exteriores de la India el Dr. Shashi Tharoor, recibió el apoyo oficial de parte del Gobierno de la India (Mayor información aquí: http://embajadaindia.org/es/eventos/eventos-2010/159-asociacion-de-amigos-de-india Archivado el 27 de agosto de 2019 en Wayback Machine.).
A partir de ese momento la Asociación Amigos de India-Colombia ha sido parte fundamental en las relaciones culturales entre ambos países realizando, en coordinación con la Embajada de la India, diversos encuentros académicos, artísticos y culturales, en universidades, centros comerciales y en diferentes espacios llamados "India Fascinante". También, se han desarrollado actividades como la celebración del Día del Hindi, así como muestras de cine, conferencias, talleres de danza, entre otras actividades.
Actualmente es una comunidad de más de 5,000 personas, que gracias a las redes sociales, se nutre y crece cada día. Permitiendo que en iberoamérica se comparta información sobre la India.

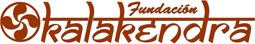
Logo de la Fundación Kalakendra de la India en Colombia

La Fundación Kalakendra bajo la dirección de la maestra en música y danzas de la India Anandita Basu, ha promovido la difusión del arte de la India enseñando danzas clásicas (Kathak, Bharatnatyam), folclóricas y modernas (Bollywood), así como también clases de percusión (Tabla, dholak, dhol), Harmonio y técnica vocal. La Fundación cuenta con el apoyo de la Embajada de la India y de la Pontificia Universidad Javeriana y ha presentado un sinnúmero de shows, conciertos y eventos en Colombia.